# سرعوف ثلاثي الألوان
سرعوف ثلاثي الألوان (الاسم العلمي: Mantis tricolor) هو نوع من الحشرات يتبع جنس السرعوف المصلي من فصيلة السراعيف المصلية. تم وصف هذا النوع من الحشرات علمياً لأول مرة من قبل كارولوس لينيوس (بالإنجليزية: Carl Linnaeus)‏ سنة 1767.